# Carl-Henrik Norin
Carl-Henrik Norin (* 27. März 1920 in Västerås; † 23. Mai 1967 in Ekerö) war ein schwedischer Jazz- und Unterhaltungsmusiker (Tenorsaxophon, auch Sopran-, Alt- und Baritonsaxophon sowie Klarinette, Komposition).

## Leben und Wirken
Norin ist in Luleå aufgewachsen. 1940 wurde er professioneller Musiker und spielte zunächst in Malmö bei Gösta Tönne. 1941 machte er Aufnahmen mit dem Bassisten Thore Jederby („Morning Jump“); anschließend wurde er Mitglied des Orchesters von Thore Ehrling, bei dem er bis 1948 blieb und sich zu einem der wichtigsten Solisten und Arrangeure entwickelte. Dann gründete er sein eigenes Sextett, mit der er bis 1962 bei Nalen in Stockholm arbeitete und während und nach dieser Zeit eine Reihe von Tourneen unternahm; ab Anfang der 1960er Jahre konzentrierte sich seine Band eher auf Popmusik als auf Jazz. Er komponierte auch für den Film.
Norin wurde ab 1942 häufig in die schwedischen All-Star-Jazzgruppen gewählt. Seine Komposition „Mississippi Mood“, die er 1944 mit Ehrling aufnahm (HMV X7089), gilt als Klassiker des schwedischen Jazz. 1949 trat er auf dem Festival International de Jazz in Paris auf. Von 1956 bis 1958 gehörte er zu Harry Arnolds Radiobandet, mit der er noch bis 1964 gelegentlich im Studio arbeitete. Weiterhin war er an Aufnahmen mit Musikern wie Peanuts Holland (1948), Roy Eldridge (1951) und Lars Gullin (1953) beteiligt. Seine Arbeit als Solist, Arrangeur und Bandleader ist auch auf den beiden Kompilationsalben Jazz Sessions (Tenor 9401, 9501) dokumentiert, die hauptsächlich aus bisher unveröffentlichten Titeln aus den Jahren 1949 bis 1964 bestehen. Im Bereich des Jazz war er laut Tom Lord an 158 Aufnahmesessions beteiligt, u. a. auch mit Harry Arnold, Alice Babs, Arne Domnérus, Putte Wickman und Monica Zetterlund.